# Monumentul lui Aurel Vlaicu din Bănești
Monumentul lui Aurel Vlaicu din Bănești este un monument istoric aflat pe teritoriul satului Bănești, comuna Bănești.